# Episodi di Gli Orsetti del Cuore (terza stagione)
| nº        | Titolo inglese               | Titolo italiano                    | Prima TV USA      | Prima TV Italia |
| --------- | ---------------------------- | ---------------------------------- | ----------------- | --------------- |
| 14 (25)   | The Wrath of Shreeky         | L'ira di Strillina                 | 26 settembre 1987 |                 |
| 15a (26a) | Bright Heart's Bad Day       | Giornata no per Cuornobile         | 3 ottobre 1987    |                 |
| 15b (26b) | The Magic Lamp               | La lampada magica                  | 3 ottobre 1987    |                 |
| 16a (27a) | Desert Gold                  | La valle dell'oro                  | 10 ottobre 1987   |                 |
| 16b (27b) | The Gift of Caring           | Un dono d'amore                    | 10 ottobre 1987   |                 |
| 17a (28a) | The Two Princesses           | Le due principesse                 | 17 ottobre 1987   |                 |
| 17b (28b) | The Cloud Monster            | Il divoranuvole                    | 17 ottobre 1987   |                 |
| 18a (29a) | Grumpy the Clumsy            | Brontolorso il maldestrorso        | 24 ottobre 1987   |                 |
| 18b (29b) | The Purple Chariot           | La biga dell'arcobaleno            | 24 ottobre 1987   |                 |
| 19a (30a) | The Caring Crystals          | I cuorcristalli                    | 31 ottobre 1987   |                 |
| 19b (30b) | The Best Way to Make Friends | Il modo migliore per fare amicizia | 31 ottobre 1987   |                 |